# Briqueterie Dewulf
La briqueterie Dewulf est une briqueterie située à Allonne, en France.

## Localisation
La briqueterie est située dans le département français de l' Oise, sur la commune d' Allonne.

## Historique
À compter de 1856, il existe 3 briqueteries à Allonne qui existeront jusqu'au début de la Première Guerre mondiale. Elles sont ensuite rachetées et rassemblées en un seul ensemble, par les frères Brocard. Lors des périodes d'après-guerre, la briqueterie connait un essor, engendré par les dégâts liés au conflit.En 1959, un des frères Brocard, Achille, décide de céder sa place à son gendre Henri Dewulf.
Cependant la briqueterie se retrouve en difficulté, dans les années 1970, en raison de l'essor des nouvelles technologies et du parpaing. Afin de résister, la briqueterie développe une nouvelle gamme de produits à base d'argile.
En 2007, Dewulf rachète la briqueterie Rejou à Sommereux. 
Trois ans  plus tard, Henri Dewulf cède sa place à ses enfants, Vincent et Christophe.
La briqueterie Dewulf est la dernière briqueterie encore en activité dans l'Oise.